# Rock Radio
Rock Radio je slovenska komercialna radijska postaja, ki je začela delovati 8. septembra 2014. V Mariboru je začela oddajati 17. januarja 2016.
Predvaja pop-rock glasbo 80-ih in 90-ih let za urbano publiko med 25. in 45. letom starosti, svoje poslušalce pa najde tudi izven tega okvira.
Njen logotip je v obliki kitarske trzalice črne barve.

## Frekvence[1]
Ljubljana (pokriva Ljubljano z okolico, del Notranjske in Gorenjsko)
- 103,3 MHz
- 107,4 MHz
- 104,1 MHz

Maribor (pokriva Maribor z okolico)
- 90,8 MHz

Celje (pokriva območje savinjske regije)
- 89,1 MHz
- 98,3 MHz
- 105,0 MHz

DAB+ (digitalni radio)
- 215,072 MHz (MUX R1)